# La Regina
La Regina är en ort i Mexiko.   Den ligger i kommunen Julimes och delstaten Chihuahua, i den nordvästra delen av landet, 1 200 km nordväst om huvudstaden Mexico City. La Regina ligger 1 114 meter över havet och antalet invånare är 739.
Terrängen runt La Regina är huvudsakligen platt, men åt sydost är den kuperad. La Regina ligger nere i en dal som går i nord-sydlig riktning.  Trakten runt La Regina är nära nog obefolkad, med mindre än två invånare per kvadratkilometer. Närmaste större samhälle är Jiménez, 10,2 km sydost om La Regina. Trakten runt La Regina består till största delen av jordbruksmark.